# Une histoire d'eau
Une histoire d'eau is een Franse korte film uit 1961 onder regie van Jean-Luc Godard en François Truffaut.

## Verhaal
Een buitenwijk van Parijs wordt omringd door een grote vloed. Ondanks het hoogwater wil een vrouw de binnenstad bereiken. In rubberlaarzen gaat ze op pad. Al snel tracht ze verder te komen door te liften. Een jongeman neemt haar ten slotte mee. De straten staan overal blank, waardoor ze op den duur te voet verder moeten gaan. Door samen te reizen leren ze elkaar beter kennen.

## Rolverdeling
| Acteur    | Personage          |
| --------- | ------------------ |
| Jongeman  | Jean-Claude Brialy |
| Meisje    | Caroline Dim       |
| Verteller | Jean-Luc Godard    |